# Global Effect - Rischio di contagio
Global Effect - Rischio di contagio (Global Effect) è un film d'azione del 2002 diretto da Terry Cunningham, con Daniel Bernhardt, Mädchen Amick e Joel West.